# Heligmonevra africana
Heligmonevra africana är en tvåvingeart som först beskrevs av Ricardo 1925.  Heligmonevra africana ingår i släktet Heligmonevra och familjen rovflugor.
Artens utbredningsområde är Malawi. Inga underarter finns listade i Catalogue of Life.